# Donacia piscatrix
Donacia piscatrix är en skalbaggsart som beskrevs av Lacordaire 1845. Donacia piscatrix ingår i släktet Donacia och familjen bladbaggar. Inga underarter finns listade i Catalogue of Life.